# Questův svět
Questův svět (v anglickém originále World of Quest) je kanadský komediální televizní seriál, který je založen na kresleném románu a příběhu od Jasona Kruseho. Má prvky parodie na některé fantasy prvky typu kouzelnictví či souboje s meči. Režíroval ho Paul H. Brown.
Seriál byl produkován společností Cookie Jar Entertainment. Animaci obstarala firma Mercury Filmworks East. V roce 2009 byl nominován kanadskou televizní a filmovou produkční asociací na cenu za nejlepší dětský či teenagerský program či seriál.

## Postavy
Mezi hlavní postavy seriálu patří:

### Kladné
- Quest – svalnatý egoistický sarkastický pesimistický a mračící se hrdina na kterého byla uvalena "alegiánská kletba", která nařizuje, aby plnil příkazy prince Nestora a chránil jej před nebezpečím.
- Gatling – kyborg, který je z 95 % ze železa (pouze jeho hlava je částečně organická). Gatlingovy robotické paže a nohy se mohou transformovat v různé zbraně. Částečně se podílel na tom, že Quest musel odejít z království.
- Graer – okřídlený tlustý optimistický griffin, jehož chuť k jídlu skoro vždy překazí nějakou misi.
- Cesta (Way) – technologická bytost, která se vyzná ve výběru cest, ale až na Annu Maht jí nikdo nerozumí.
- Anna Maht – čarodějka ve výcviku. V začátcích se zjistilo, že byla fanynkou Questa. Nestor má pro ni slabost.
- Princ Nestor – arogantní rozmazlený narcista, jehož rodiče jsou králové Odyssie.

### Záporné
- Lord Spite – neurotický paranoidní záporák, který si libuje v cross-dressingu.
- Generál Ogun – pravá ruka lorda Spita, připomínající Spawna ze Spidermana. Na břiše má obrovskou pusu, která připomíná nějaký portál.

## Dabing
| Původní dabing  | Postava                                  | Český dabing  |
| --------------- | ---------------------------------------- | ------------- |
| Ron Pardo       | Quest                                    | Zdeněk Mahdal |
| Ron Pardo       | Graer, Shadowseed, Chaos a další         |               |
| Landon Norris   | Nestor                                   | Michal Holán  |
| James Rankin    | Lord Spite, Kalamity a další             |               |
| Kedar Brown     | Gatling, generál Ogun, Konfusion a další |               |
| Krystal Meadows | Anna Maht                                |               |
| Melissa Altro   | Cesta (Way), Deceit                      |               |